# Sphagnomphalia
Sphagnomphalia är ett släkte av svampar. Sphagnomphalia ingår i ordningen Hymenochaetales, klassen Agaricomycetes, divisionen basidiesvampar och riket svampar.
I den svenska databasen Dyntaxa används istället namnet Gyroflexus för samma taxon. 
|                | Schizoporaceae                                  |
|                |                                                 |
|                | Hymenochaetaceae                                |
|                |                                                 |
|                | Fibricium                                       |
|                |                                                 |
|                | Caeruleomyces                                   |
|                |                                                 |
| Sphagnomphalia | \| \| Sphagnomphalia brevibasidiata \| \| \| \| |
|                | \| \| Sphagnomphalia brevibasidiata \| \| \| \| |
|                | Atheloderma                                     |
|                |                                                 |
|                | Subulicium                                      |
|                |                                                 |
|                | Physodontia                                     |
|                |                                                 |
|                | Sphagnomphalia brevibasidiata                   |
|                |                                                 |

|  | Sphagnomphalia brevibasidiata |
|  |                               |